# Heinrich August Pierer

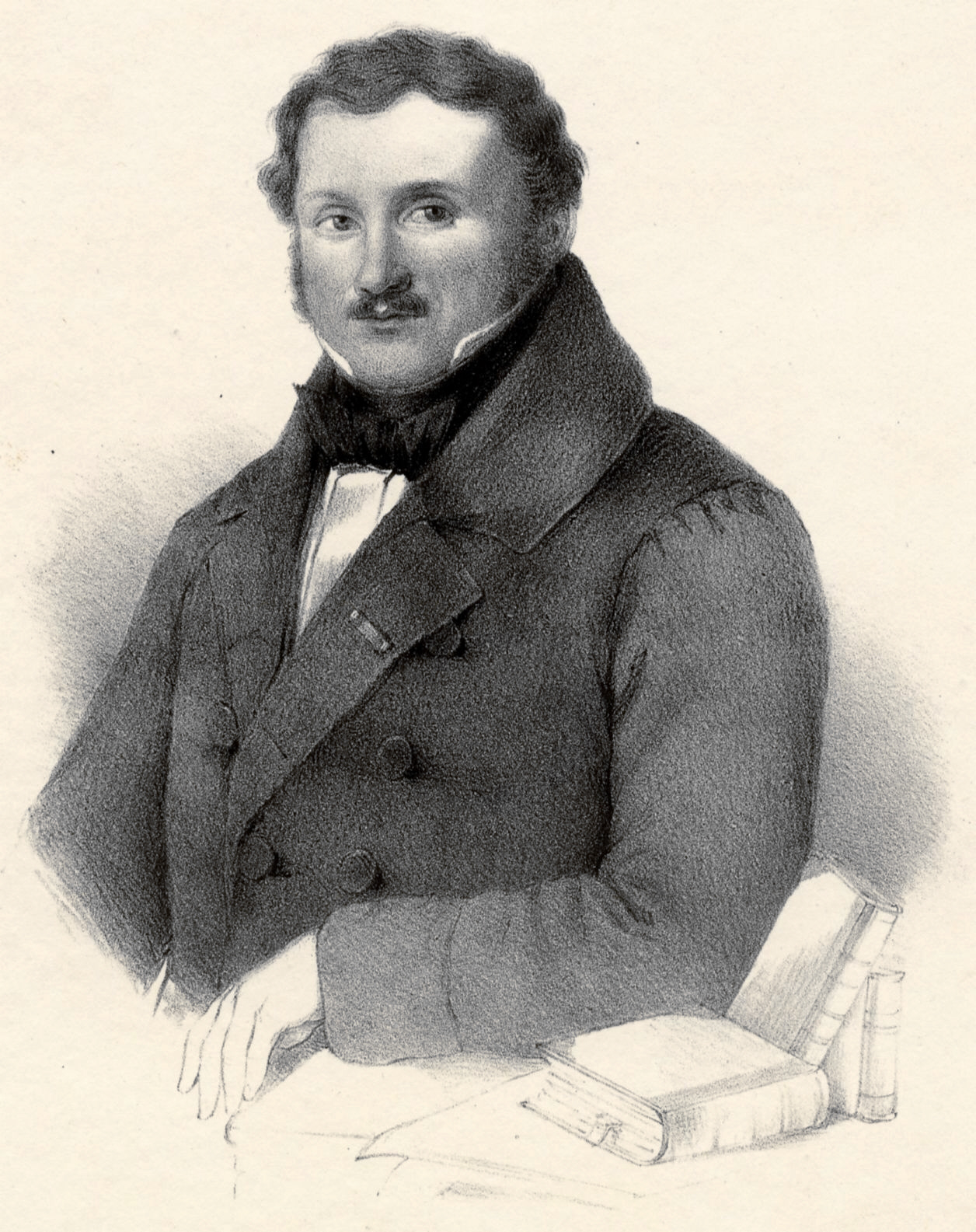
Heinrich August Pierer, um 1850 (Lithographie von A. Schieferdecker)

Heinrich August Pierer (* 26. Februar 1794 in Altenburg; † 12. Mai 1850 ebenda) war ein deutscher Offizier, Verleger und Lexikograf. Er war der Herausgeber des Universal-Lexikons der Gegenwart und Vergangenheit.

## Leben
Heinrich  Pierer ist der Sohn des Altenburger Mediziners und Verlegers Johann Friedrich Pierer. Er wurde zunächst bei einem Geistlichen zusammen mit dem späteren General Joseph von Radowitz erzogen, besuchte dann die Landesschule Pforta und studierte 1811 bis 1813 Medizin an der Universität Jena. In den Befreiungskriegen war er ab 1813 Angehöriger der preußischen Freiwilligeneinheit Lützowsches Freikorps bis zu deren Auflösung 1814. Danach kämpfte er im Yorck'schen Korps in der preußischen Armee. 1813 nahm er an der Völkerschlacht bei Leipzig teil (wo er bei der Erstürmung von Wachau schwer verwundet wurde), 1815 an der Schlacht bei Waterloo.
Nach Kriegsende war er mehrere Jahre als Lehrer an der Divisionsschule in Posen tätig. Als Major verabschiedet, trat er 1820 als Teilhaber in das väterliche Druckereigeschäft ein. Der Vater hatte seinen früheren Verlag „Literarisches Comptoir“ zwar 1816 an Friedrich Arnold Brockhaus verkauft, doch ab 1823 gründete er mit dem „Literatur-Comptoir“ auch wieder einen Verlag. Heinrich August Pierers Name ist vor allem mit dem von ihm ab 1824 bearbeiteten Konversationslexikon verbunden, das von August Daniel von Binzer begründet und zunächst vom Vater bearbeitet worden war. 1824–1837 erschien das Universal-Lexikon der Gegenwart und Vergangenheit oder neuestes encyclopädisches Wörterbuch der Wissenschaften, Künste und Gewerbe in 26 Bänden unter der Herausgeberschaft H. A. Pierers und A. D. von Binzers. 1832 übernahm Heinrich August Pierer den väterlichen Betrieb ganz, der von da an unter H. A. Pierer firmierte.
Zu seinen Lebzeiten veröffentlichte Pierer die wissenschaftlich bedeutende 2. Auflage des Lexikons in 32 Bänden (1840–1846, mit insgesamt zirka 17.000 Seiten), für die er zahlreiche, besonders militärgeschichtliche Beiträge schrieb. Die 3. Auflage in 17 Bänden (1849–1852), deren Beginn er noch erlebte, wurde bereits von seinem Sohn Eugen Pierer (1823–1890) betreut. Heinrich August Pierer starb 1850 und wurde auf dem „Katholischen Friedhof“ in Altenburg begraben (sein Grab ist heute nicht mehr auffindbar). Seine Söhne Eugen Pierer und Victor Pierer (1826–1855) übernahmen den Betrieb. Nach seinem Tod erschienen bis 1888 noch vier weitere Auflagen des Lexikons.